# 진위군
진위군(振威郡)은 경기도 평택시 지역의 옛 행정구역이다. 삼국시대 부산현(혹은 송촌활달, 연달부곡), 통일신라 ~ 조선시대 진위현이었다가, 1895년 진위군이 되었다. 고려 때에는 양광도, 고려 후기에는 충청도였다. 조선 개국 초기인 1398년 충청도에서 경기도로 바뀌었다. 1896년 8월 4일 이후에 경기도에 속했다. 1914년 4월 1일에 행정구역 개정을 통한 수원군의 서남부 지역(청룡면, 포내면 등)과 충청남도 평택군을 병합하였다. 군청은 진위면(당시 북면)에 두었다가, 1926년 병남면으로 이전하였다. 1931년 병남면이 평택면으로 개칭되었고, 1934년 부용면과 서면이 팽성면으로 통합되었다. 1938년 진위군이 평택군(平澤郡)으로 개칭하였다.

## 역사
- 1895년 양력 6월 23일(음력 윤 5월 1일) 23부제의 실시로 공주부 진위군이 되었다가, 1896년 8월 4일 13도제가 실시되어 경기도에 속했다.
- 1914년 4월 1일 : 수원군의 서남부 지역(현재 평택시 서부 지역인 안중읍·포승읍·청북읍·오성면·현덕면)과 충청남도 평택군(현재의 팽성읍 지역)을 진위군으로 병합하였다.[3]

| 개편 전                                                                                  | 개편 후 (진위군) |
| ---------------------------------------------------------------------------------------- | ---------------- |
| 경기도 진위군 성남면(城南面)·병파면(丙坡面)                                              | 병남면(丙南面)   |
| 경기도 진위군 일탄면(一炭面)·송장면(松長面)·여방면(餘方面)                               | 송탄면(松炭面)   |
| 경기도 진위군 군내면(郡內面)·일북면(一北面)·이북면(二北面)·마산면(馬山面)                | 북면(北面)       |
| 경기도 진위군 일서면(一西面)·이서면(二西面)·이탄면(二炭面)                               | 서탄면(西炭面)   |
| 경기도 진위군 고두면(古頭面)·오타면(五朶面)·소고니면(所古尼面)                           | 고덕면(古德面)   |
| 경기도 수원군 종덕면(宗德面)                                                             | 고덕면(古德面)   |
| 경기도 수원군 토진면(土津面)·수북면(水北面)·청룡면(靑龍面)·감미면(甘味面)·율북면(栗北面) | 청북면(靑北面)   |
| 경기도 수원군 포내면(浦內面)·승량면(升良面)                                              | 포승면(浦升面)   |
| 경기도 수원군 숙성면(宿城面)·언북면(堰北面)·오정면(梧井面)                               | 오성면(梧城面)   |
| 경기도 수원군 안외면(安外面)·광덕면(廣德面)·가사면(佳士面)·현암면(玄巖面)                | 현덕면(玄德面)   |
| 충청남도 평택군 읍내면(邑內面)·동면(東面)·서면(西面)·북면(北面)                          | 부용면(芙蓉面)   |
| 충청남도 평택군 군서면(郡西面)·군남면(郡南面)·경양면(慶陽面)                             | 서면(西面)       |

| 1914년          | 1914년 | 현재          | 현재                                                                                                   |
| 면              | 동 | 구·읍·면      | 동·리                                                                                                  |
| --------------- | --- | ------------- | --- |
| 병남면 (丙南面) | 군문리, 동삭리, 비전리, 세교리, 신대리, 유천리, 지제리, 통복리, 평택리, 합정리                              | 평택시        | 군문동, 동삭동, 비전동, 세교동, 신대동, 유천동, 지제동, 통복동, 평택동, 합정동                         |
| 송탄면 (松炭面) | 가재리, 도일리, 독곡리, 모곡리, 서정리, 신장리, 이충리, 장당리, 장안리, 지산리, 칠괴리, 칠원리              | 평택시        | 가재동, 도일동, 독곡동, 모곡동, 서정동, 신장동, 이충동, 장당동, 장안동, 지산동, 칠괴동, 칠원동         |
| 서탄면 (西炭面) | 금각리, 금암리, 내천리, 마두리, 사리, 수월암리, 장등리, 적봉리, 황구지리, 회화리                            | 평택시 서탄면 | 금각리, 금암리, 내천리, 마두리, 사리, 수월암리, 장등리, 적봉리, 황구지리, 회화리                       |
| 고덕면 (古德面) | 궁리, 당현리, 동고리, 동청리, 두릉리, 문곡리, 방축리, 여염리 일부, 좌교리 일부, 해창리 일부                 | 평택시 고덕면 | 궁리, 당현리, 동고리, 동청리, 두릉리, 문곡리, 방축리, 여염리, 좌교리, 해창리                           |
| 고덕면 (古德面) | 여염리 일부, 율포리, 좌교리 일부, 해창리 일부                                                               | 평택시        | 고덕동                                                                                                 |
| 북면 (北面)     | 가곡리, 갈곶리 일부, 견산리, 고현리 일부, 동천리, 마산리, 봉남리, 신리, 야막리, 은산리, 청호리 일부, 하북리 | 평택시 진위면 | 가곡리, 갈곶리, 견산리, 고현리, 동천리, 마산리, 봉남리, 신리, 야막리, 은산리, 청호리, 하북리           |
| 북면 (北面)     | 갈곶리 일부, 고현리 일부, 청호리 일부                                                                       | 오산시        | 갈곶동, 고현동, 청호동                                                                                 |
| 청북면 (靑北面) | 고잔리, 백봉리, 삼계리, 어소리, 어연리, 옥길리, 율북리, 토진리, 한산리, 현곡리, 후사리                      | 평택시 청북읍 | 고잔리, 백봉리, 삼계리, 어소리, 어연리, 옥길리, 율북리, 토진리, 한산리, 현곡리, 후사리                 |
| 청북면 (靑北面) | 덕우리, 용성리                                                                                              | 평택시 안중읍 | 덕우리, 용성리                                                                                         |
| 포승면 (浦升面) | 석정리 일부                                                                                                 | 평택시 안중읍 | 성해리                                                                                                 |
| 포승면 (浦升面) | 내기리, 도곡리, 만호리, 신영리, 방림리, 석정리 일부, 원정리, 홍원리, 희곡리                                 | 평택시 포승읍 | 내기리, 도곡리, 만호리, 신영리, 방림리, 석정리, 원정리, 홍원리, 희곡리                                 |
| 오성면 (梧城面) | 교포리, 길음리, 당거리, 숙성리, 신리, 안화리, 양교리, 죽리, 창내리                                          | 평택시 오성면 | 교포리, 길음리, 당거리, 숙성리, 신리, 안화리, 양교리, 죽리, 창내리                                     |
| 오성면 (梧城面) | 금곡리, 대반리, 삼정리, 안중리, 학현리                                                                      | 평택시 안중읍 | 금곡리, 대반리, 삼정리, 안중리, 학현리                                                                 |
| 현덕면 (玄德面) | 인광리 일부, 화양리 일부                                                                                    | 평택시 안중읍 | 송담리, 현화리                                                                                         |
| 현덕면 (玄德面) | 권관리, 기산리, 대안리, 덕목리, 도대리, 방축리, 신왕리, 운정리, 인광리 일부, 장수리, 화양리 일부, 황산리    | 평택시 현덕면 | 권관리, 기산리, 대안리, 덕목리, 도대리, 방축리, 신왕리, 운정리, 인광리, 장수리, 화양리, 황산리         |
| 부용면 (芙容面) | 객사리, 근내리, 내리, 노와리, 동창리, 두리, 석봉리, 신궁리, 신호리, 원정리, 추팔리, 평궁리                  | 평택시 팽성읍 | 객사리, 근내리, 내리, 노와리, 동창리, 두리, 석봉리, 신궁리, 신호리, 원정리, 추팔리, 평궁리             |
| 서면 (西面)     | 남산리, 노성리, 노양리, 대사리, 대추리, 도두리, 두정리, 본정리, 서근리, 송화리, 신대리, 안정리, 함정리      | 평택시 팽성읍 | 남산리, 노성리, 노양리, 대사리, 대추리, 도두리, 두정리, 본정리, 서근리, 송화리, 신대리, 안정리, 함정리 |

- 1926년 : 진위군청을 북면에서 병남면으로 이전하였다.
- 1931년 4월 1일 : 병남면을 평택면(平澤面)으로 개칭하였다.
- 1934년 4월 1일 : 부용면과 서면을 팽성면(彭城面)으로 합면하였다.
- 1938년 10월 1일 : 진위군이 평택군으로 개칭하였고,[5] 평택면이 평택읍으로 승격하였다.[6]